# 147. pehotni polk (Italija)
147. pehotni polk Caltanissetta (izvirno italijansko 147º Reggimento fanteria) je bil pehotni polk Kraljeve italijanske kopenske vojske.

## Zgodovina
Med prvo svetovno vojno je bil polk nastanjen na soški fronti.